# International MaxxPro
El International M1224 MaxxPro MRAP (Mine-Resistant Ambush Protected) es un vehículo de combate blindado diseñado por la filial de la compañía estadounidense Navistar International, Navistar Defense, junto con la israelí Plasan Sasa, quien diseñó y fabrica el blindaje del vehículo. El vehículo fue diseñado para participar en el programa de vehículos protegidos contra emboscadas resistentes a las minas del Ejército de los Estados Unidos, dirigido por el Cuerpo de Marines de los Estados Unidos, así como en un programa similar de vehículo medio protegido contra minas dirigido por el Ejército estadounidense.
Los MRAP se clasifican como categoría 1 o categoría 2, según el uso y el espacio del compartimiento de pasajeros, y Navistar produce el MaxxPro en ambos tamaños, aunque la gran mayoría de los vendidos han sido MRAP de categoría 1. El modelo MaxxPro Plus viene con ruedas traseras dobles para una mayor capacidad de carga, como una ambulancia o una variante protegida ante EFP. El último modelo producido es el MaxxPro Dash, que es un modelo de categoría 1 más pequeño y liviano. Tanto el modelo Plus como el Dash utilizan el motor MaxxForce 10 con 375 hp, en lugar del DT 530 con 330 hp, utilizado en el modelo base original producido.

## Diseño
El modelo base M1224 MaxxPro utiliza una cápsula de tripulación con un Casco en forma de V, montada en un chasis International 7000. El casco en V desvía la explosión de una mina terrestre o un artefacto explosivo improvisado (IED) lejos del vehículo para proteger a sus ocupantes. Debido a que el chasis está montado fuera de la cápsula blindada de la tripulación, existe la preocupación de que sea destruido en caso de una emboscada, dejando a los soldados varados en el interior. Este diseño puede resultar eficaz como el Krauss-Maffei Wegmann ATF Dingo que utiliza un diseño similar, uno que monta una cápsula blindada en un chasis Unimog. Este diseño ha sobrevivido a la explosión de una mina terrestre de 7 kg sin sufrir heridos.
Según Navistar Defense, el vehículo está diseñado teniendo en cuenta la disponibilidad operativa y utiliza piezas estandarizadas y fácilmente disponibles para garantizar una reparación y un mantenimiento rápidos. El cuerpo blindado está atornillado en lugar de soldado, como en otros MRAP. Esto facilita la reparación en el campo y es un factor que contribuye a la mayor capacidad de producción de Navistar para el MaxxPro.
En 2010, el Ejército inició un esfuerzo de desarrollo para agregar control electrónico de estabilidad (ESC), una tecnología computarizada diseñada para mejorar la estabilidad del vehículo, al MaxxPro. La gran distancia al suelo del MaxxPro proporciona una mayor protección contra explosiones debajo de la carrocería, pero también eleva su centro de gravedad, provocando vuelcos en determinadas situaciones. El ESC combina factores de la carretera, datos del vehículo y la intención del conductor para corregir automáticamente la conducción y garantizar la estabilidad durante las maniobras. La instalación en MaxxPros comenzó a fines de 2014 y se completará a fines de 2017, y se planea que otros MRAP tengan ESC integrado en ellos.

## Producción
Después de las pruebas, el Comando de Sistemas del Cuerpo de Marines de EE. UU. realizó un primer pedido de 1.200 vehículos MRAP Categoría 1 MaxxPro el 31 de mayo de 2007 para su entrega en febrero de 2008. 
Sin embargo, como el laboratorio de Investigación y Desarrollo del Ejército de EE. UU. supervisa todo el programa MRAP, no está claro qué ramas de las Fuerzas Armadas de EE. UU. recibirán los vehículos y en qué cantidades. El contrato valía más de 623 millones de dólares, lo que lo convertía en el contrato MRAP más grande hasta la fecha. El Cuerpo de Marines de EE. UU. planea reemplazar todos los HMMWVs "fuera del cable" en Irak con vehículos MRAP.
El 20 de julio de 2007 se encargaron 755 MaxxPro de categoría 1 adicionales, también para entrega en febrero de 2008, y el 18 de octubre de 2007 se anunció un tercer pedido de 1.000 vehículos más.
En el pedido final de 2007, se encargaron otros 1.500 MaxxPro de Categoría 1, lo que eleva el total a 4.471. Del total de pedidos de MRAP hasta finales de 2007, el 45% son MaxxPros (66% de los MRAP de categoría 1).
En el primer pedido de 2008, se encargaron 743 MaxxPro de categoría I. El MaxxPro era ahora el único MRAP de Categoría I que todavía recibía nuevos pedidos.
El 19 de septiembre de 2012, Navistar recibió un pedido por valor de 282 millones de dólares para actualizar más de 2300 vehículos MaxxPro Dash a la versión MaxxPro Dash ISS. Las actualizaciones incluyen el sistema de suspensión independiente Diamond Xtream Mobility. La actualización está diseñada para brindar a los vehículos una capacidad y tecnología mejoradas a un costo menor que la compra de un vehículo nuevo. El trabajo de campo comenzó en diciembre en Afganistán y finalizó en junio de 2013.
El ejército de los EE. UU. compró alrededor de 9.000 vehículos MaxxPro entre 2007 y 2011, y planea conservar solo unos 3.000 de ellos. Navistar presenta el MaxxPro MRAP como vehículo que puede convertirse en un puesto de mando móvil o un generador de energía. Con recortes presupuestarios, el plan permitiría al Ejército obtener las soluciones que desea de la flota existente. La empresa también está planeando para convertirlo en un vehículo de mantenimiento y portador de mortero.

### Reemplazo del M113
Navistar consideró modificar el MaxxPro para que se ajuste a los requisitos del Ejército para el programa Vehículo blindado multipropósito para reemplazar la familia de vehículos M113. Navistar consideró que, aunque tiene menos capacidades, como cruzar huecos, su MRAP con ruedas podría ser lo suficientemente capaz de cumplir con las soluciones requeridas y ser más económico seleccionando un vehículo que ya esté en el inventario. Navistar ofreció el MaxxPro como una solución provisional para reemplazar el M113 rápidamente con el MRAP, que tiene más capacidad de supervivencia, y se utilizará hasta que el AMPV pueda desplegarse 2020. BAE Systems obtuvo el contrato AMPV en diciembre de 2014.
La compañía también está lanzando el MaxxPro para reemplazar el M113 en unidades por encima del nivel de brigada que no participan directamente en los combates por las mismas razones de ahorro de costos.

## Variantes

### MaxxPro Plus 1124

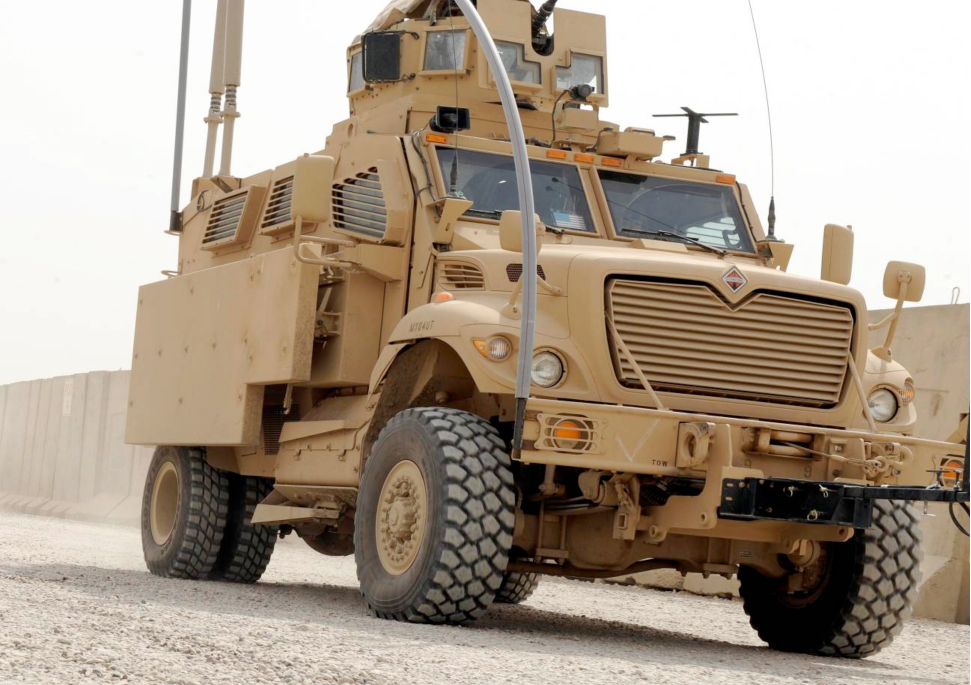
Un MaxxPro Plus con un kit antifragmentacion 6

El 16 de junio de 2008 Navistar presentó una nueva versión llamada MaxxPro Plus. MaxxPro Plus tiene mayor potencia del motor y carga útil, así como mejoras en el kit antifragmentacion 6 para aumentar la protección frente a proyectiles penetrantes formados por explosión.

### MaxxPro Dash 1235

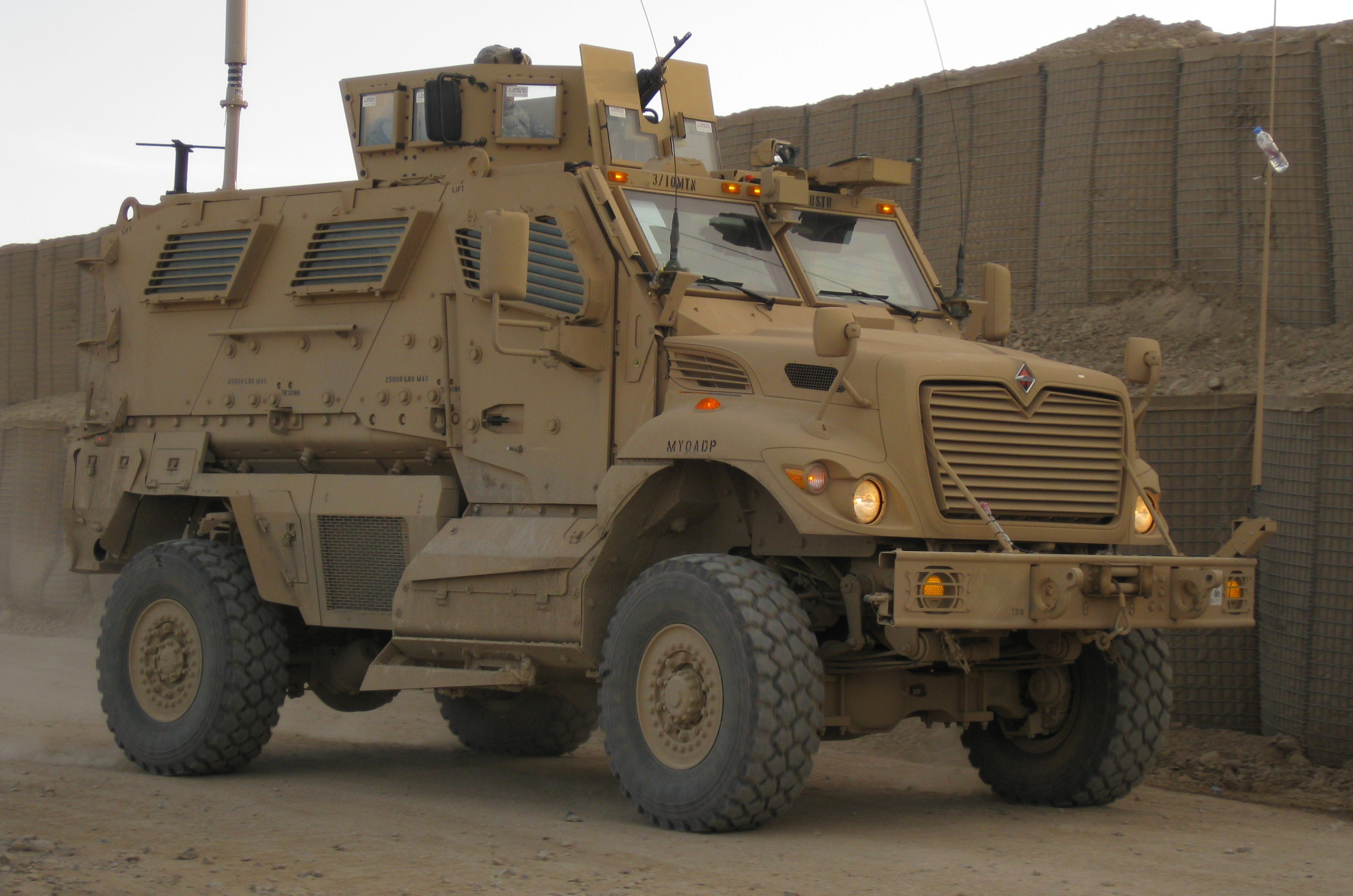
MaxxPro Dash

El 4 de septiembre de 2008, el Cuerpo de Marines de los EE. UU. otorgó a Navistar un contrato de 752 millones de dólares para desarrollar y producir una variante MaxxPro más ligera, más pequeña y más móvil que sea menos propensa a vuelcos que han afectado a los vehículos MRAP. El MaxxPro Dash M1235A1 tiene un radio de giro más pequeño y una mayor relación par-peso. La producción del MaxxPro Dash comenzó en octubre de 2008 y la entrega de 822 unidades se completó en febrero de 2009.

### MaxxPro XL
El MaxxPro XL es una versión MRAP de categoría II del MaxxPro. Es una versión más grande y más larga del vehículo base. Debido a que es más largo, tiene tres ventanas resistentes a las balas a cada lado, en lugar de dos. El MaxxPro XL puede transportar hasta 10 soldados.

## Operadores

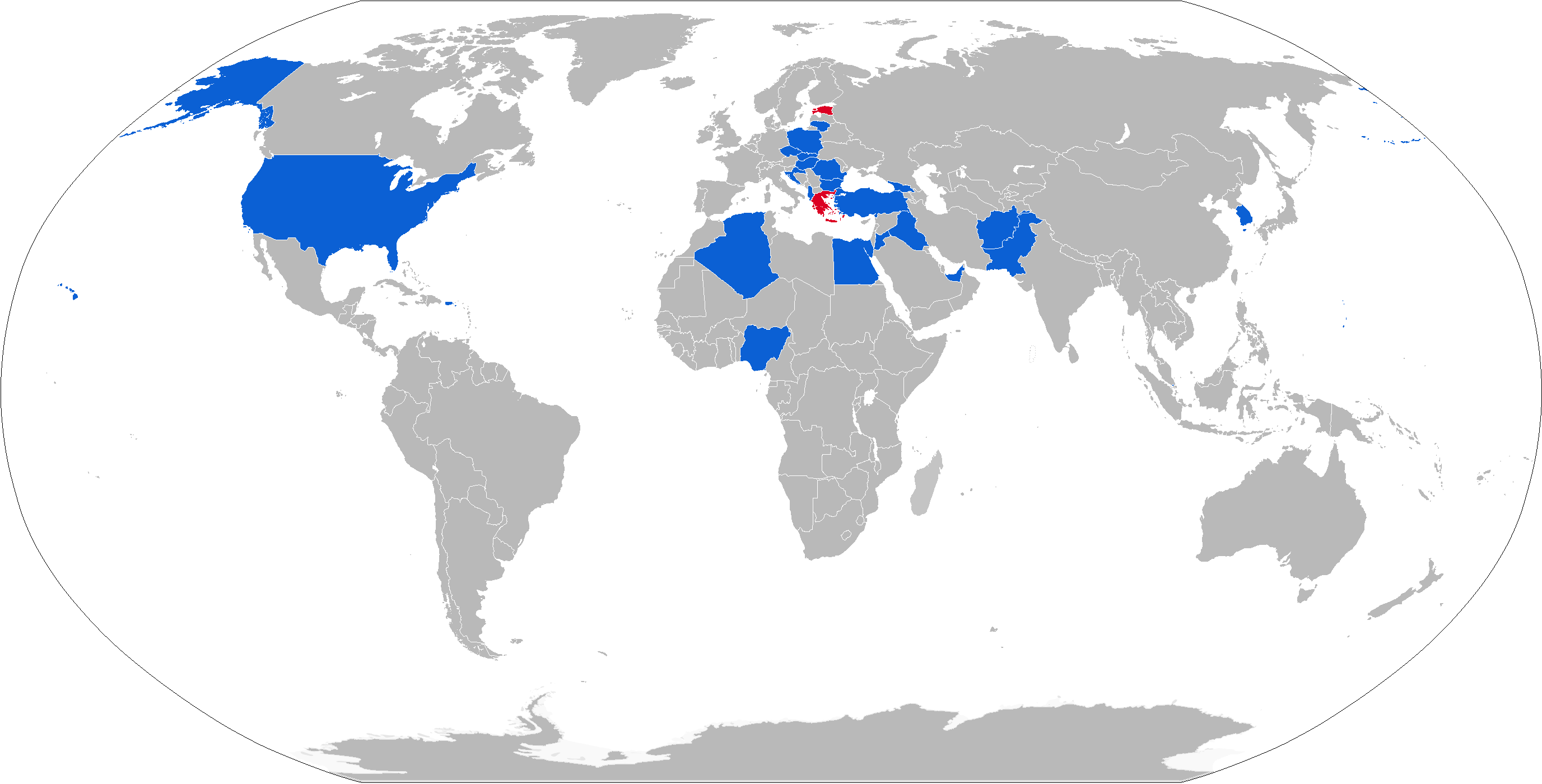
Operators
Actual
Anterior

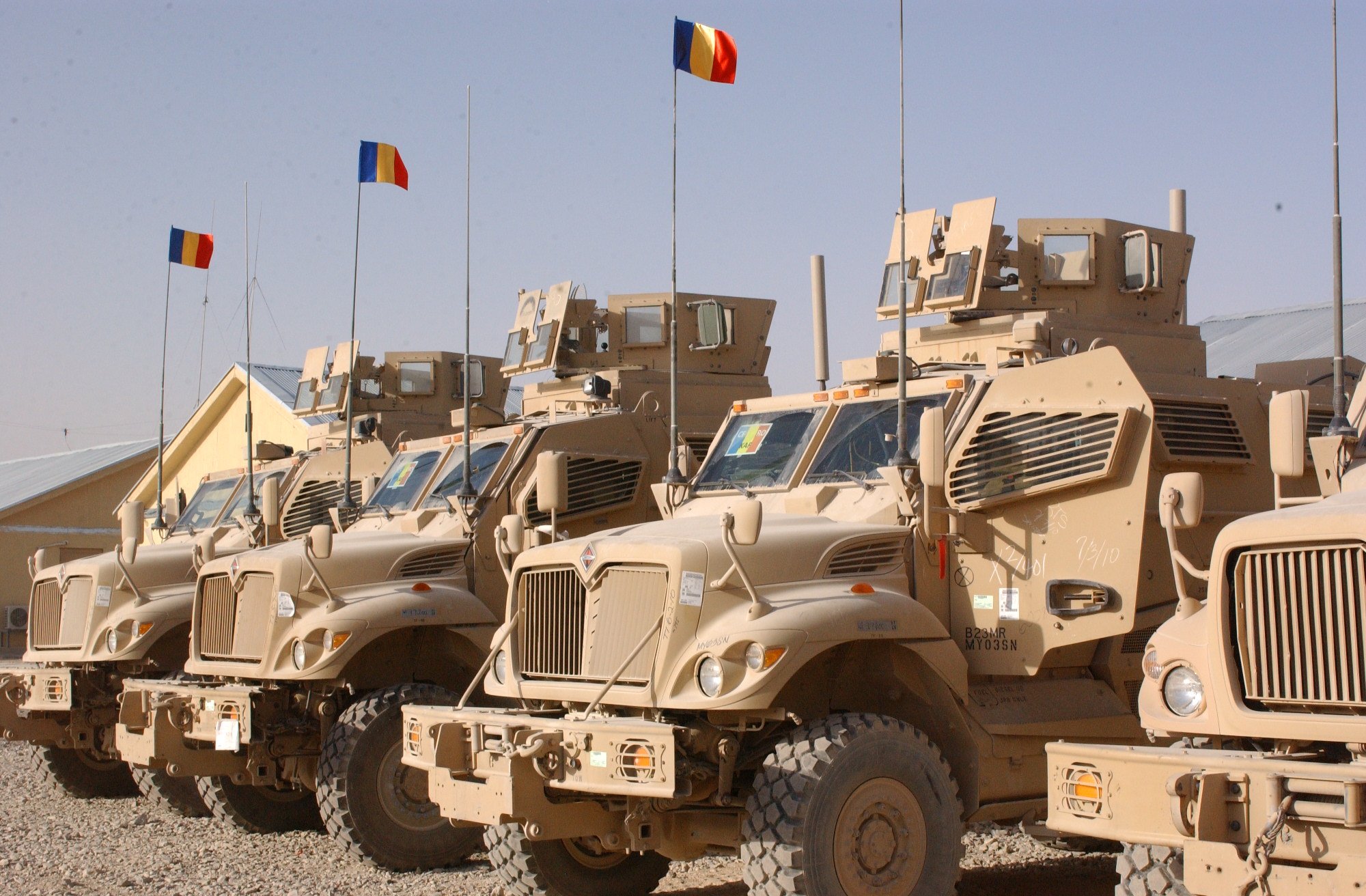
MaxxPros desplegados en Afganistán

- Afganistán - 70 vehículos protegidos contra emboscadas resistentes a las minas (MRAP) fueron abandonados después de ser inutilizados por las fuerzas estadounidenses en la retirada occidental de Afganistán en 2021. Al año siguiente, se vio que los vehículos se utilizaban en el desfile de la victoria.[24]
- Argelia – utilizado por las fuerzas especiales, 116.º Regimiento de Maniobras Operativas (116e RMO)[25][26]
- Albania – 38 utilizados por el Batallón de Operaciones Especiales del Ejército de Albania
- Bangladés – 81 en servicio con el Ejército de Bangladesh con planes para unidades adicionales.
- Brasil – 20 en servicio con el Ejército brasileño desde el 6 de agosto de 2023.[27]
- Croacia 35 en servicio con el Ejército croata, 5 con el contingente croata en Afganistán. En abril de 2014, el ejército estadounidense donó 30 MRAP MaxPro al ejército croata.[28][29]
- Georgia[30]
- Egipto – 12 vehículos de recuperación MRAP (MRV) MaxxPro[31][32]
- Hungría 42 MaxxPro en servicio, los últimos 12 recibidos en septiembre de 2013. 12 más prestados al Ejército húngaro el 26 de noviembre de 2013 para entrenamiento.[33]
- Irak[34] utilizado por las Fuerzas de Operaciones Especiales iraquíes
- Jordania 100 MaxxPros en servicio con las Fuerzas Armadas de Jordania
- Nigeria: En servicio desde 2016.[35]
- Pakistán 525 MaxxPro MRAP de diferentes versiones en servicio con las fuerzas armadas, y 37 Maxx pro MRV adicionales también están en servicio.[36]
- Rumania 60 MaxxPro Dashes en servicio con las Fuerzas terrestres rumanas[37][38]
- Eslovaquia Donado al Ejército eslovaco por los Estados Unidos.[39]
- Yemen Los Emiratos Árabes Unidos donaron decenas de Maxxpros al ejército nacional yemení y muchos otros a las fuerzas de resistencia nacional yemeníes.
- EAU 3375 MaxxPro de varias versiones en pedido.[40]
- Ucrania 462 (440 de Estados Unidos y 22 de Albania)
- Estados Unidos, Es utilizado por todas las ramas de las Fuerzas Armadas de Estados Unidos.

- Uzbekistán